# Hieracium kinrossense
Hieracium kinrossense es una especie de planta con flor del género Hieracium, de la familia Asteraceae, orden Asterales.

## Distribución
Hieracium kinrossense se distribuye por Gran Bretaña.

## Taxonomía
Fue descrita científicamente por Mc Cosh.
Tratamiento taxonómico
La especie aparece registrada en una sección de la publicación New J. Bot.